# Georg Klusemann
Georg Klusemann (Essen, 13 maggio 1942 – Pisa, 4 maggio 1981) è stato un pittore e illustratore tedesco. Dal 1972 fino alla sua morte, è vissuto in Italia.

## Biografia
Georg Klusemann è nato nella città tedesca di Essen, il 13 maggio 1942, nel quartiere detto di «an der Kluse», da cui deriva il cognome. Dopo la maturità classica, ha studiato all'Accademia delle Belle Arti di Düsseldorf con Teo Otto, il famoso scenografo di Bertolt Brecht.
Dopo lunghi viaggi in Spagna, Sud America e nel Medio Oriente, si stabilisce a Lucca, dove muore nel 1981, a soli 38 anni.
Georg Klusemann è stato oltre che pittore incisore, disegnatore, poeta ed autore di numerosi libri per bambini. La sua opera è stata mostrata in oltre quaranta mostre personali in Francia, Italia, Germania, Stati Uniti, Venezuela e Svizzera. Dopo la sua morte, le mostre antologiche più importanti sono state fatte al Folkwang Museum di Essen, al Kunstverein Renania e Westfalia di Düsseldorf, all'Istituto Goethe di New York, al Museo de Bellas Artes di Caracas, al Museo Bagatti Valsecchi di Milano e al Museo d'arte contemporanea Villa Croce di Genova. 
Di lui e del suo lavoro hanno scritto saggi critici Patrick Waldberg, Klaus Honnef, Cristoph Rüger, Pier Carlo Santini, Joachim Burmeister, Guido Giubbini, Dieter Ronte, Hans M. Schmidt, Sandra Solimano, Omar Calabrese. Vittorio Sgarbi lo ha definito "instancabile e fantastico, Klusemann ha creduto e dimostrato che l'arte deve essere prima di tutto invenzione e conoscenza, senza ambizioni di modernità o di avanguardia. Così in lui un fondo surreale si innesca su un grande rigore razionale che si esprime nella tecnica e nella predilezione per il trompe-l'oeil".
Georg Klusemann è il protagonista di un documentario di Caterina Klusemann prodotto per arte/ZDF, nel quale amici ed editori e la moglie Elena Klusemann cercano di afferrare l'essenza del suo carattere e della sua breve vita. Il documentario è stato presentato in Italia nell'ambito del Bellaria Film Festival 2008.